# Strigia
Strigia is een geslacht van kevers uit de familie van de loopkevers (Carabidae). De wetenschappelijke naam van het geslacht is voor het eerst geldig gepubliceerd in 1834 door Brulle.

## Soorten
Het geslacht Strigia omvat de volgende soorten:
- Strigia atra (Chaudoir, 1878)
- Strigia maxillaris Brulle, 1834
- Strigia stigma (Fabricius, 1801)